# Pierre Berthezène
Pierre Berthezène, francoski general, * 1775, † 1847.